# Tena Desae

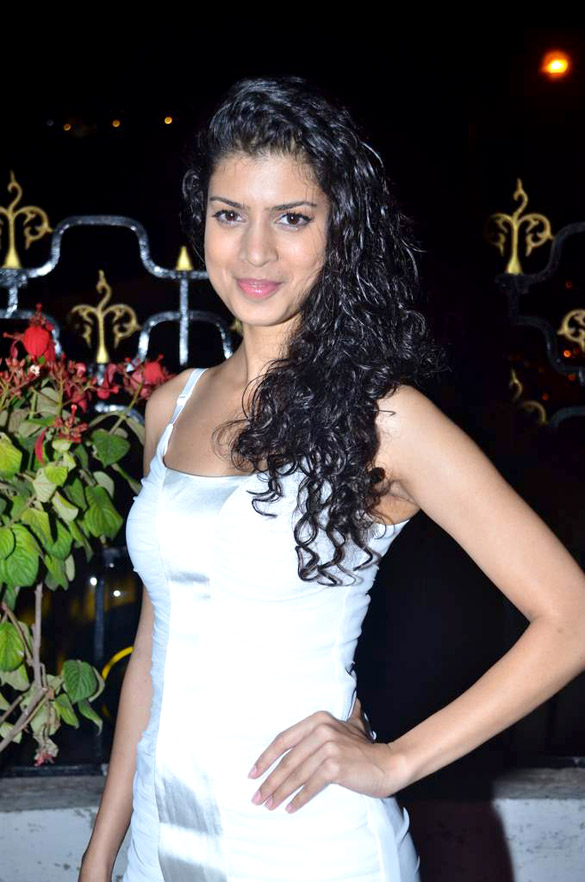
Tena Desae (2012)

Tena Babbar Desae (* 24. Februar 1987 in Bangalore, Karnataka) ist eine indische Schauspielerin und Model.

## Karriere
Desae gab 2011 im indischen Thriller Yeh Faasley in der Rolle der Arunima D. Dua ihr Schauspieldebüt. Im Action-Comedy-Drama Sahi Dhandhe Galat Bande (2011) verkörperte sie die Rolle der Neha Sharma. Im Comedy-Drama Best Exotic Marigold Hotel (2011) spielte sie – neben Judi Dench, Bill Nighy, Tom Wilkinson und Dev Patel – die Rolle der Sunaina.
In vielen Credits wird sie auch als Tina Desae geführt, wie z. B. in Sense8.

## Filmografie (Auswahl)
- 2011: Yeh Faasley
- 2011: Sahi Dhandhe Galat Bande
- 2011: Best Exotic Marigold Hotel (The Best Exotic Marigold Hotel)
- 2012: Cocktail
- 2013: Table No.21
- 2013: Dussehra
- 2015: Sharafat Gayi Tel Lene
- 2015: Best Exotic Marigold Hotel 2 (The Second Best Marigold Hotel)
- 2015–2018: Sense8 (Fernsehserie)